# Norkarán
| Norkarán |                             |
| \| \| \| |                             |
| IUPAC-név | Biciklo[4.1.0]heptán        |
| Kémiai azonosítók                                                                                               |                             |
| CAS-szám | 286-08-8                    |
| PubChem | 9245                        |
| ChemSpider | 8889                        |
| SMILES | C1CCC2CC2C1                 |
| InChIKey | WPHGSKGZRAQSGP-UHFFFAOYSA-N |
| UNII | ZGC3T0R48Q                  |
| Kémiai és fizikai tulajdonságok                                                                                 |                             |
| Kémiai képlet                                                                                                   | C7H12                       |
| Moláris tömeg                                                                                                   | 96,17 g/mol                 |
| Megjelenés | színtelen folyadék          |
| Forráspont | 116–117 °C                  |
| Ha másként nem jelöljük, az adatok az anyag standardállapotára (100 kPa) és 25 °C-os hőmérsékletre vonatkoznak. |                             |
| |                             |

A norkarán vagy biciklo[4.1.0]heptán egy biciklusos szerves vegyület, színtelen folyadék. Simmons–Smith-reakcióval állítható elő dietil-éterben oldott ciklohexanon dijódmetánnal és réz-cink ötvözettel végzett reakciójával.

## Fordítás
Ez a szócikk részben vagy egészben a Norcarane című angol Wikipédia-szócikk ezen változatának fordításán alapul.  Az eredeti cikk szerkesztőit annak laptörténete sorolja fel. Ez a jelzés csupán a megfogalmazás eredetét és a szerzői jogokat jelzi, nem szolgál a cikkben szereplő információk forrásmegjelöléseként.